# Telkom 2 (КА)
Телком- (англ. Telkom-2) — индонезийский телекоммуникационный космический аппарат, принадлежащий компании PT Telekomunikasi Indonesia Tbk (Джакарта). Он предназначается для оказания услуг телефонной связи и обеспечения телевизионного вещания на страны Юго-Восточной Азии и Океании.
Изготовитель: Orbital Sciences Corporation.
Конструкция:
Габариты: (Д х Ш х В) 2,4 x 3,3 x 1,9 (со сложенными антеннами и солнечными батареями). Размах панелей солнечных батарей равняется 12,6 метра.
Полезная нагрузка: 24 транспондера C-диапазона.
Telkom 2 был успешно запущен 16 ноября 2005 года с помощью европейской РН Ариан 5ECA с космодрома Куру во Французской Гвиане. Вместе с Telkom 2 на орбиту также был выведен американский спутник SpaceWay F2.
Расчётная точка стояния — 118° в. д.